# Cophixalus parkeri
Cophixalus parkeri är en groddjursart som beskrevs av Arthur Loveridge 1948. Cophixalus parkeri ingår i släktet Cophixalus och familjen Microhylidae. IUCN kategoriserar arten globalt som livskraftig. Inga underarter finns listade i Catalogue of Life.